# Transacqua
Transacqua är en ort och frazione i kommunen Primiero San Martino di Castrozza i provinsen Trento i regionen Trentino-Sydtyrolen i Italien. 
Transacqua upphörde som kommun den 1 januari 2016 och bildade med de tidigare kommunerna Fiera di Primiero, Siror och Tonadico den nya kommunen Primiero San Martino di Castrozza. Den tidigare kommunen hade 2 132 invånare (2015).